# Styloctetor romanus
Styloctetor romanus är en spindelart som först beskrevs av O. Pickard-Cambridge 1872.  Styloctetor romanus ingår i släktet Styloctetor och familjen täckvävarspindlar. Inga underarter finns listade i Catalogue of Life.